# Карлтон, Хью
Хью Карлтон (3 июля 1810 — 14 июля 1890) — новозеландский политик и журналист.

## Биография
Хью Карлтон родился 3 июля 1810 года. Он был сыном Фрэнсиса Карлтона (1780—1870) и Шарлотты Маргаретта Молинье-Монтгомери (ум. 1874). Он получил образование в Итон-колледже и Тринити-колледже в Кембридже. Хью изучал юриспруденцию в Лондоне, а затем в Италии.
В 1842 году Хью поселился в заливе Островов. 30 ноября 1859 ода Хью женился на Лидии Джейн Уильямс, младшей дочери миссионера Генри Уильямса и Марианны Уильямс; у них не было детей. Хью Карлитон был депутатом 1-го, 2-го, 3-го и 4-го парламентом Новой Зеландии. Он известен своей неудачной кампанией против доступности алкогольных напитков в парламентском ресторане Bellamy's. Он также критиковал идею о том, что все избирательные округа должны содержать одинаковое количество избирателей, говоря, что эта система дала «доминирующий контроль» политического мира одному конкретному классу. Его критики называли «учеными» его союзниками и «педантичными».
Хью Карлтон вернулся в Англию и провел последние десять лет своей жизни там. Хью Карлитон умер в Льюишаме, графство Суррей, Англия, 14 июля 1890 года.

## Сочинения
- Carleton, Hugh (1874) - The life of Henry Williams, Archdeacon of Waimate. Auckland NZ.  Online available from Early New Zealand Books (ENZB).